# Caroline Polachek
Caroline Elizabeth Polachek (ur. 20 lipca 1985 w Nowym Jorku) – amerykańska piosenkarka, producentka i autorka piosenek.
Rozpoznawalność zyskała dzięki współtworzeniu indiepopowego zespołu Chairlift. Swoją solową karierę rozpoczęła w 2014 roku, publikując pod pseudonimem „Ramona Lisa” album „Arcadia”.

## Dyskografia
Wspólnie z Chairlift:
- Does You Inspire You (2008)
- Something (2012)
- Moth (2016)

Jako Ramona Lisa:
- Arcadia (2014)

Jako CEP:
- Drawing the Target Around the Arrow (2017)

Pod własnym imieniem:
- Pang (2019)
- Desire, I want to Turn Into You (2023)